# Synagogue de Stockholm

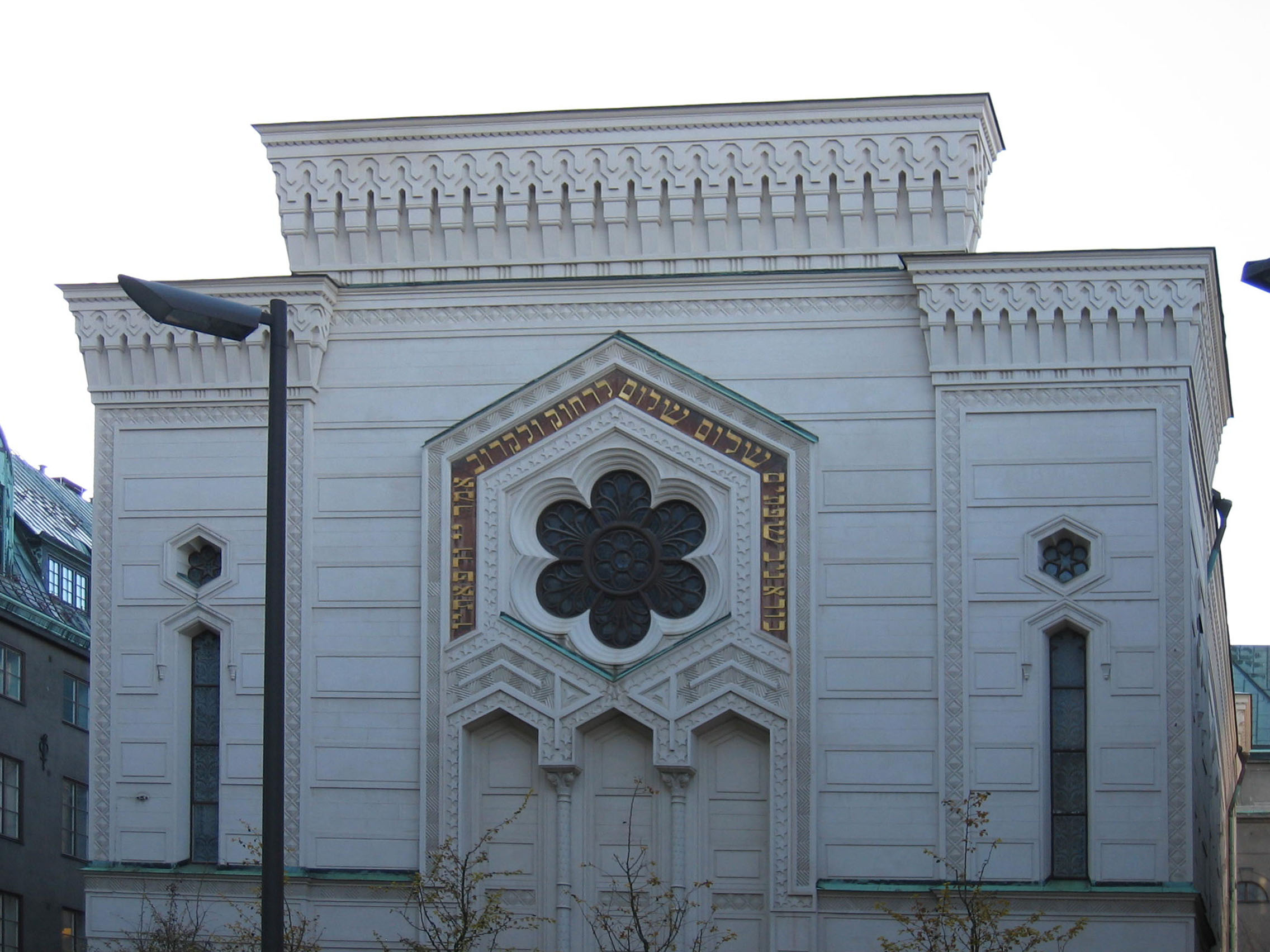

La synagogue de Stockholm (en suédois : Stora synagogan, « la Grande synagogue ») se situe dans la petite rue Wahrendorffsgatan, près du parc Kungsträdgården à Stockholm. La construction du bâtiment date de 1867-1870 et a suivi les plans de 1862 de l'architecte Fredrik Wilhelm Scholander. Une synagogue plus ancienne était utilisée de 1790 à 1870 à Tyska, dans la vieille ville, et succédait déjà à un précédent lieu de culte situé à Köpmantorget et utilisé entre 1787 et 1790. On y célèbre le judaïsme Massorti (ou conservateur).

## Galeries

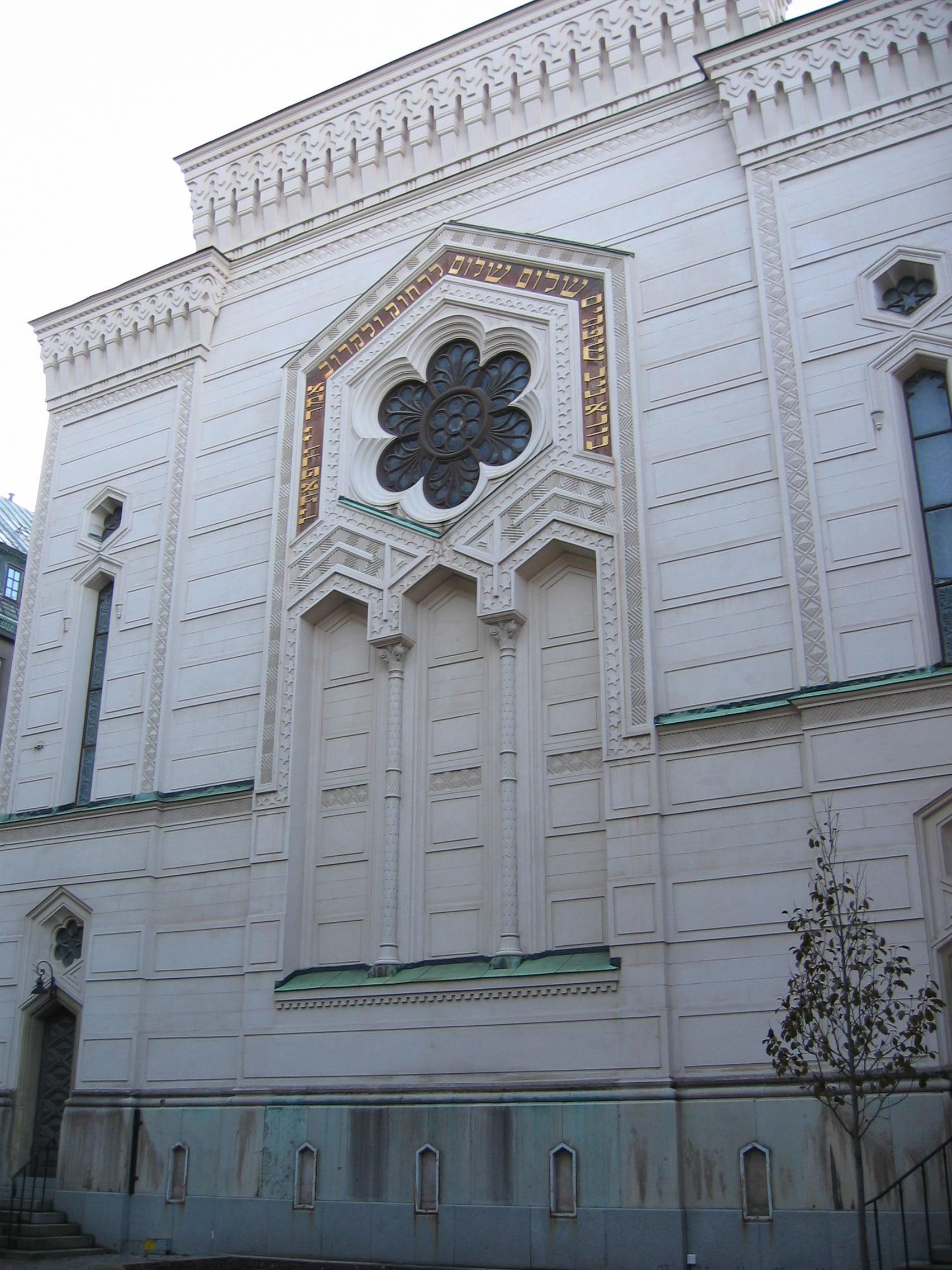
synagogue
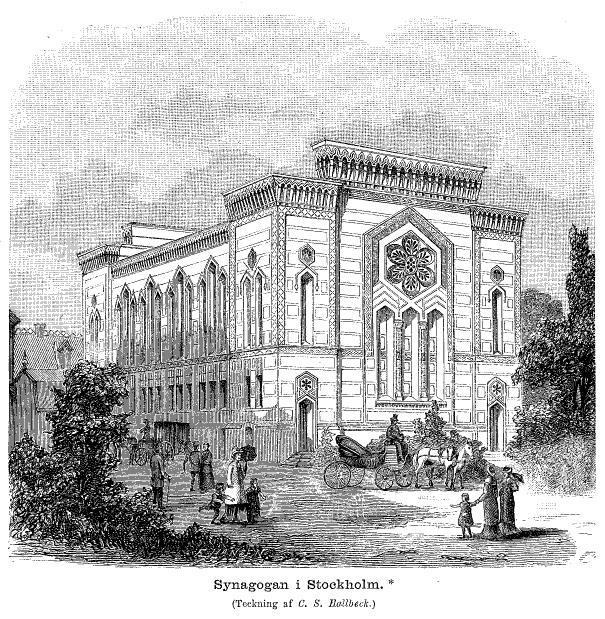
Dessin de la synagogue en 1881